# Theuville (Val-d'Oise)
Theuville é uma comuna francesa na região administrativa da Ilha de França, no departamento do Vale do Oise. Estende-se por uma área de 4.97 km². Em 2010 a comuna tinha 47 habitantes (densidade: 9,5 hab./km²).